# Jerusha Hess
Jerusha Elizabeth Hess (* 12. Mai 1980 in Omaha, Nebraska als Jerusha Elizabeth Demke) ist eine US-amerikanische Filmregisseurin und Drehbuchautorin.

## Leben
Jerusha Demke lernte ihren späteren Ehemann Jared Hess an der Brigham Young University (BYU) kennen, wo beide Film studierten. Die beiden schrieben zusammen den Kultfilm Napoleon Dynamite (2004) und heirateten noch vor Abschluss der Dreharbeiten. Der Film wurde überwiegend an Jared Hess’ alter High School in Idaho gedreht. Produziert hatte den Film ihr Klassenkamerad Jeremy Coon.
2006 erschien der zweite große Film des Ehepaars, die Wrestling-Komödie Nacho Libre mit Jack Black in der Titelrolle. Die beiden schrieben das Drehbuch zusammen mit Mike White. Erneut führte Jared Hess Regie.
Drei Jahre darauf folgte die Filmkomödie Gentlemen Broncos als dritte gemeinsame Arbeit. 2011 drehte Jerusha Hess Austenland, eine Verfilmung des gleichnamigen Buches von Stephenie Meyer. Es war die erste Filmarbeit ohne ihren Ehemann. 2012 produzierten beide die Fernsehserie Napoleon Dynamite, die sechs Episoden umfasste und auf ihrem gemeinsamen Film beruhte.
Das nächste gemeinsame Projekt der beiden wurde 2015 Don Verdean.
2023 führten erstmals beide gemeinsam Regie. Dabei handelte es sich um den Animationskurzfilm Ninety-Five Senses. Der 13-minütige Film über einen philosophierenden Sträfling im Todestrakt brachte ihnen bei der Oscarverleihung 2024 eine Oscar-Nominierung ein.

## Filmografie

### Regie
- 2013: Austenland
- 2023: Ninety-Five Senses (mit Jared Hess)

### Drehbuch
- 2004: Napoleon Dynamite
- 2006: Nacho Libre
- 2009: Gentlemen Broncos
- 2013: Austenland
- 2015: Don Verdean